# Halles de París
Les Halles centrals, les Halles de París o, simplement, Les Halles (en català: Els mercats coberts), va ser un mercat de minoristes del centre de París (França) fins a 1968. Deu anys més tard van ser enderrocats i l'espai va ser transformat en un centre comercial anomenat Forum des Halles.
El mercat de proveïments de París es va crear durant el Segon Imperi. A mitjan segle xix però, en la dècada del 1960, per raó dels grans problemes de trànsit que ocasionava, va ser traslladat als afores de la ciutat, a Rungis, prop d'Orly.

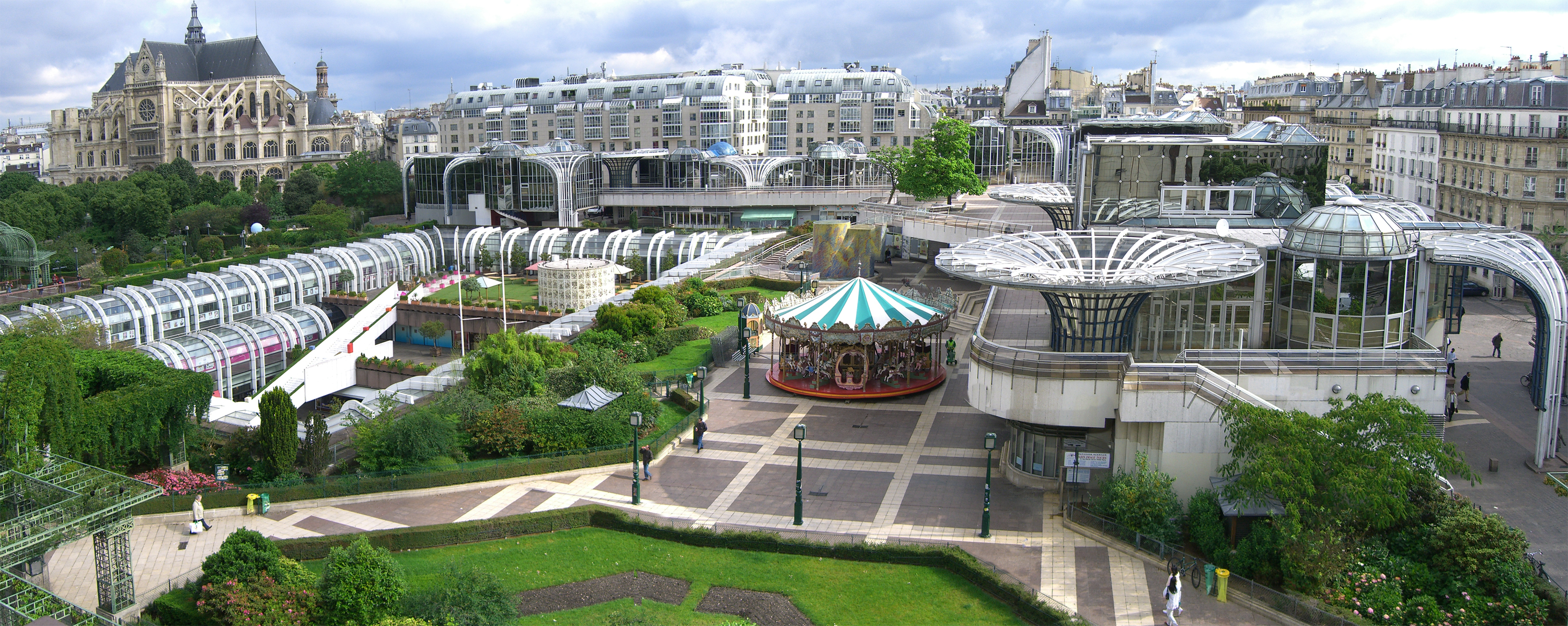
Vista del Forum des Halles.

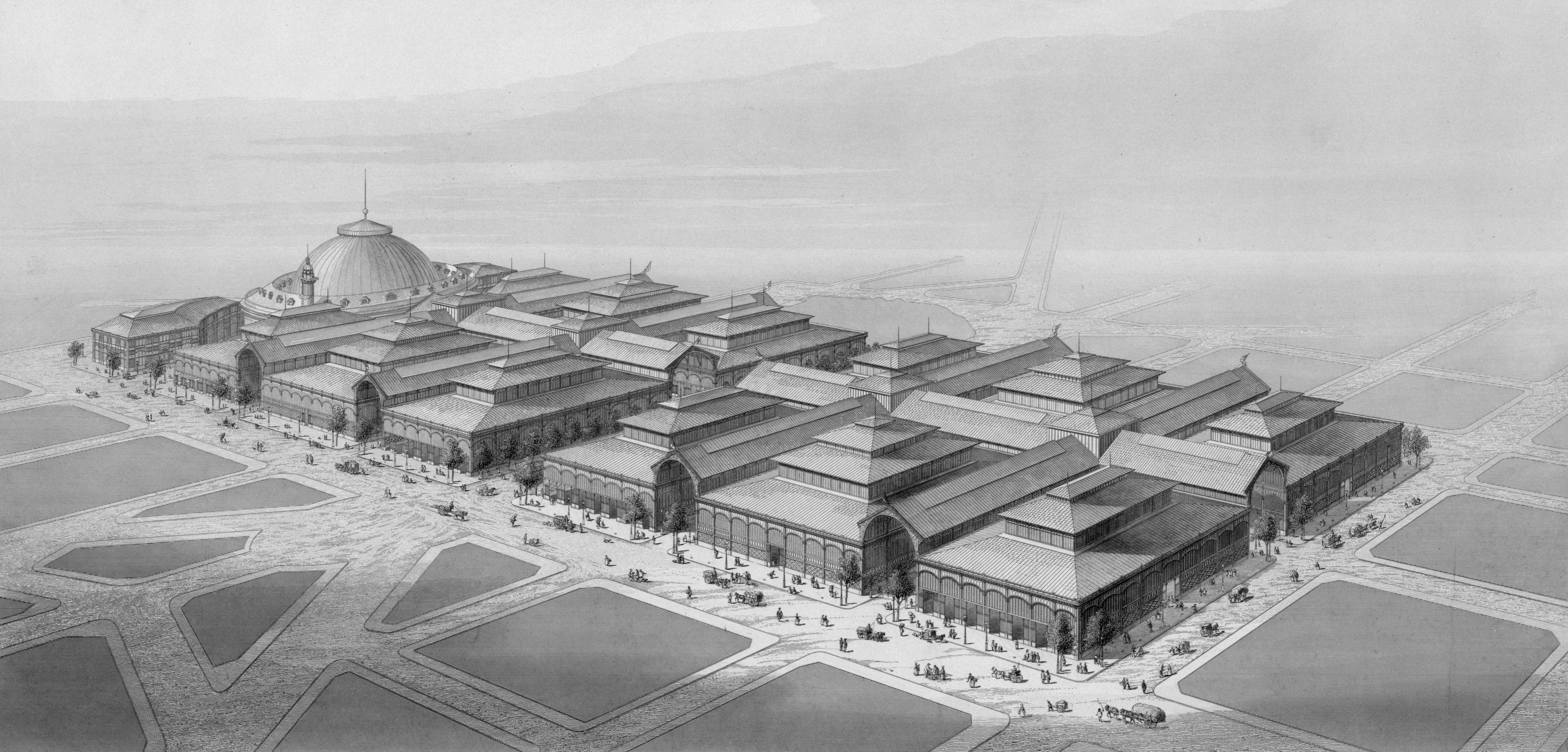
1863.

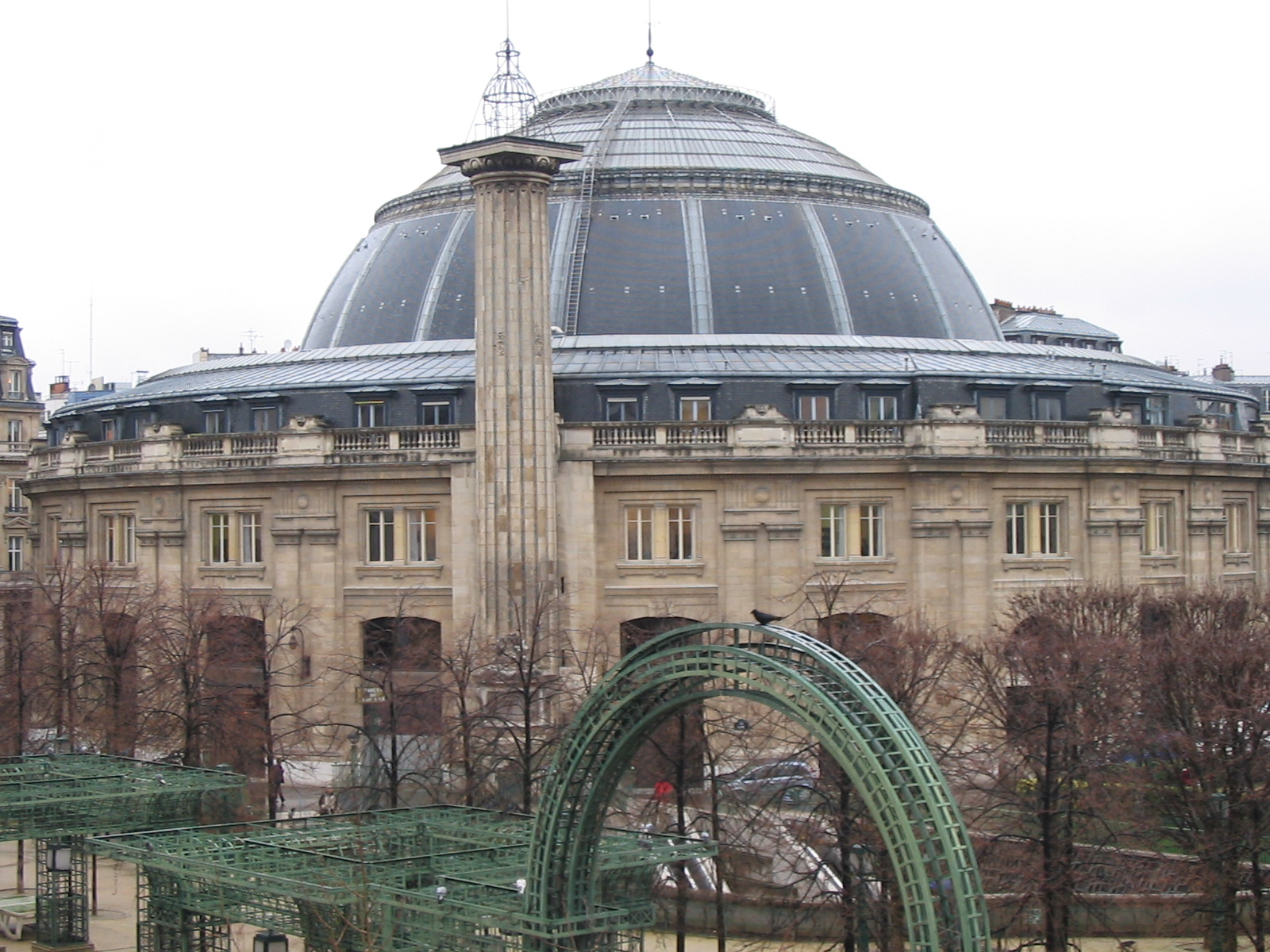
Borsa de Comerç i la columna astronòmica de Caterina de Mèdici.

## Història
Els mercats van arribar a ocupar una zona de 10 hectàrees compreses entre els districtes I, II, III i IV de la ciutat, el seu centre geogràfic era a la riba dreta del riu Sena.
 Cronologia 
1135 - Trasllat del mercat central de la plaça de Grève a un lloc anomenat els Champeaux o Petits Champs, als antics pantans al voltant de les muralles. Alguns anys després, Felip August va adquirir la propietat dels terrenys pagant un cànon al bisbe de París. Va passar a ser una espècie d'immens basar en el qual, ocupant diferents espais, es venien tota mena d'articles: comestibles, teles, sabates, merceria. Els mercaders tenien llurs parades amb recer particulars propers als comerços fixos dels fabricants. Va ser així com el carrer Grand Friperie es va convertir en un mercat (rastre). Progressivament van anar incorporant altres mercaders que eixamplar l'oferta de productes. Va expandir de tal manera que Felip August va fer construir els primers mercats coberts per als venedors de draps i els teixidors. El mercat, però, va continuar creixent, de forma i manera que, al segle xvi, es va projectar de reorganitzar-lo ampliant els carrers adjacents. Es van construir noves parades amb soterranis o galeries porticades que van ser conegudes com a pilars de les Halles, que van desaparèixer quan es va construir el pavelló Baltard.
1789 - El Cementiri dels Innocents, situat entre els carrers Saint-Denis, Lingerie, Ferronerie i Fers, va ser convertit en un mercat de flors, fruits i llegums. La Revolució francesa, després del Primer Imperi va modificar la concepció urbana de la ciutat. El centre de París tenia greus problemes d'higiene i de seguretat i es va començar a planificar l'estructura urbanística.
1808 - Napoleó va començar una organització coherent dels mercats coberts i va elaborar un reglament per a l'abastament de la carn. La seva idea era la de construir un mercat central situat entre el mercat dels Innocents i el mercat del gra. Malgrat tot, des de 1842, els problemes de circulació i d'higiene van tornar a ressorgir i el prefecte Claude Philibert Barthelot va crear la Comissió de les Halles encarregada d'estudiar la conveniència de mantenir les Halles en el seu emplaçament o canviar-la de lloc. La licitació per a la construcció va ser publicada el 1848 i va ser adjudicada a l'arquitecte Victor Baltard que va projectar edificar dotze pavellons amb el sostre i parets de vidre i unes columnes de ferro. Es van construir deu pavellons entre 1852 i 1870. La construcció dels dos restants es va acabar el 1936.
1959 - Es va decidir el trasllat del mercat de les Halles a Rungis ja lliure La Villette.
1963 - El prefecte de París va proposar la renovació de la riba dreta del Sena instal, en ella, l'estació de l'Est (670 hectàrees i 150.000 habitants es van veure implicats). El projecte va tenir una gran oposició, però el Consell de París va crear una Societat d'estudis encarregada d'analitzar la modificació de les Halles i els seus sectors limítrofs.
1968 - Els primers projectes de modificació van ser rebutjats pel Consell de París. La superfície a renovar va quedar reduïda de 32 a 15 hectàrees, la resta seria objecte d'una rehabilitació. Es va projectar la construcció d'un subterrani.
1969 - Modificació del mercat. Els pavellons del mateix serien utilitzats per Manifestacions culturals. El president de la República, Georges Pompidou va decidir construir el Centre Pompidou.
1970 - Creació d'una ZAC, condicionament del futur barri del Rellotge.
1971 - Demolició dels 6 primers pavellons situats a l'Est del carrer Baltard, per permetre la construcció de l'estació RER i del Fòrum.
1973 - Demolició dels pavellons carnis Baltard, dels illots Sud de les Halles i de Beaubourg.
1975 - Els parisencs van triar el projecte de l'arquitecte català Ricard Bofill. El centre comercial i el fòrum van ser realitzats per l'arquitecte Claude Vasconi.
1977 - S'inaugura l'estació RER el 7 de desembre.
1979 - Construcció de dos edificis, d'habitatges i despatxos.
1985 - Obertura de la segona part del Fòrum subterrani (de l'arquitecte Paul Chemetoy). Estructuració dels jardins.
2004 - Convocatòria d'un concurs d'arquitectura, ordenat pel batlle, per a la renovació total del barri. Van ser seleccionats quatre arquitectes: Jean Nouvel, Winy Maas, Rem Koolhaas i David Mangin. El 15 de desembre el batlle de París, Bertrand Delanoë, convoca la proposta per a la rehabilitació de les Halles. El projecte de l'arquitecte i urbanista francès David Mangin va guanyar el concurs, encara que no va realitzar segons els seus plans. La seva comesa consisteix a coordinar les obres del projecte de les que ell només fa una part d'aquestes. Es va convocar un concurs internacional per triar un projecte definitiu.

### Mercat del cuir
Feu dels pelleters i adobers, ocupava el lloc que, avui en dia, ocupa la Facultat de les Lletres, carrer Censier al V districte de París.
- El mercat al carrer Censier, al barri del Jardí i de les Plantes, no és molt antiga. La institució és plurisecular. Lluís IX de França va instal·lar el primer mercat al barri dels Innocents, carrer de la Lingerie.

- el 1785, va ser traslladat al carrer Mauconseil, al lloc que ocupava l'antiga Comédie Italienne, on va romandre fins a 1866.

- el 1866, el nou mercat del cuir va ser inaugurat el 18 de març. Construït sobre les dependències de l'antic Hospici dels Cent fills, ocupava una superfície d'una hectàrea i formava un quadrilàter envoltat pels carrers Censier, de la Xef, de Santeuil i Fer-à-Moulin.

- A més de moltes oficines, havia immensos magatzems, un pati de 1.350 m² sota del qual hi havia els diferents magatzems, sota els quals, i en enormes coves subterrànies es conservava l'oli, essències, vernissos i tota mena de greixos emprades en l'adoberia.

- Una ordenança policial datada el 12 de març de 1866 en determinava el funcionament i les hores d'obertura i tancament del comerç.

- el 1906 el mercat, durant la nit de l'11 al 12 de maig es va incendiar i va quedar totalment destruït. El barri on era va ser, en pocs anys, totalment reformat. La presó de Sainte-Pélagie va ser abandonada i demolida, i el Bièvre es va cobrir en aquesta part del seu recorregut.

- La Facultat va ser inaugurada el 1972.

### Els altres mercats
La Halle del drap va ser el feu dels mestres teixidors i tapissers, estava situada, en el lloc dels Gobelins, al districte V.
A causa de la saturació del mercat de les Halles, es va construir, entre 1763 i 1767, la Halle del blat, que va reemplaçar a l'ajuntament de Soissons. Encara es pot veure, avui en dia, la columna astronòmica de Caterina de Mèdici que es troba a l'edifici que és, actualment, la Borsa de comerç.
La Halle de les herbes, domini dels herbolaris i dels seus venedors, estava present en moltes ciutats de França. Per raons històriques, estava situat, a París, al Pavelló de fruites i verdures, de les Halles centrals.
La Halle del vi, propietat dels comerciants del vi (familiarment, els «vinaters»), es trobava, des 1666 en el lloc que, avui en dia, hi ha el Campus de Jussieu (Facultat de ciències), també al districte V de París, en la part del Sena a la qual arriben les xalupes. La facultat es va construir entre 1958 i 1972.

## Forum des Halles
Les Halles es va convertir en el cor de la capital, amb una ciutat subterrània de diferents nivells.
Comprèn, a la vegada:
- L'estació més gran de la ciutat (Châtelet-Les Halles), amb tres línies RER, cinc de metro i catorze d'autobusos, per la qual passen una mitjana de 800.000 viatgers cada dia ;
- El més concorregut dels centres comercials (el Fòrum), amb les seves 41 milions de clients anuals i 23 sales de cinema;
- La piscina més freqüentada;
- Un jardí de més de quatre hectàrees;
- Nombroses oficines públiques;
- Una xarxa de serveis subterranis.
- Tota la "penya rapera"

Li falta, però, una superfície de productes alimentaris i una bona senyalització.

## Les Halles en la cultura
Les Halles són el motiu principal del llibre El ventre de París (Le ventre de Paris) d'Émile Zola.
La pel·lícula de Marco Ferreri No tocar la dona blanca (Touche pas à la femme blanche) es va rodar en aquest lloc, així com la pel·lícula El llogater de Roman Polanski. Però la més famosa de les pel·lícules sobre la vida al voltant del mercat és Irma la dolça, dirigida el 1963 per Billy Wilder i interpretada per Jack Lemmon en un paper de policia despistat i per Shirley MacLaine com ingènua prostituta.
El seu disseny va inspirar el del Mercat de Proveïment de Buenos Aires, construït entre final del segle xix i principi del XX, que avui funciona com centre comercial.
En la novel·la Notre Dame de París, de Victor Hugo tenen gran importància per a l'argument els habitants de la Cort dels Miracles, una zona de Les Halles en l'edat mitjana.